# Pangantucan
Pangantucan est une municipalité de la province de Bukidnon située dans la région de Mindanao du Nord (île de Mindanao) aux Philippines.